# جف مونسون
جف مونسون (انگلیسی: Jeff Monson؛ زادهٔ ۱۸ ژانویهٔ ۱۹۷۱) بوکسور، ورزشکار هنرهای رزمی ترکیبی و سیاستمدار اهل ایالات متحده آمریکا است. وی بین سال‌های ۱۹۹۷ تا ۲۰۲۱ میلادی فعالیت می‌کرد.